# Dél-koreai labdarúgó-bajnokság (első osztály)
A K League 1 (Hangul írással: K리그1) Dél-Korea férfi labdarúgó bajnokságának felsőága. A bajnokságot 1983-ban alapították. Magyarországon a K League streaming felületén lehet élőben nézni a közvetítéseket.

## A bajnokság rendszere
A bajnokságban 12 csapat játszik egymással. Az alapszakasz lejátszása után a csapatok a végső helyezés alapján ketté osztva jutnak tovább a rájátszásba, ahonnan még az első 6 az AFC Bajnokok Ligájába való bejutásért küzd, az utolsó hat kiesés ellen, a bennmaradásért versenyez. 

## A 2024-es szezonban résztvevő csapatok
| Csapat                 | Város        | Stadion                       |
| ---------------------- | ------------ | ----------------------------- |
| Tegu FC                | Tegu         | DGB Daegu Bank Park           |
| Kangvon FC             | Kangvon      | Chuncheon Songam Sports Town  |
| Kimcshon Szangmu       | Kimcshon     | Gimcheon Stadium              |
| Incshon United         | Incshon      | Incheon Football Stadium      |
| Csedzsu United         | Csedzsu      | Jeju World Cup Stadium        |
| Jeonbuk Hyundai Motors | Észak-Csolla | Jeonju World Cup Stadium      |
| Phohang Steelers       | Phohang      | Pohang Steel Yard             |
| Tedzson Hana Citizen   | Tedzson      | Daejeon World Cup Stadium     |
| FC Szöul               | Szöul        | Seoul World Cup Stadium       |
| Kvangdzsu FC           | Kvangdzsu    | Gwangju Football Stadium      |
| Szuvon FC              | Szuvon       | Suwon Sports Complex          |
| Ulszan HD FC           | Ulszan       | Ulszan Munsu Football Stadium |

## Statisztika
| Csapat                   | Bajnoki címek | Szezonok                                             |
| ------------------------ | ------------- | ---------------------------------------------------- |
| Jeonbuk Hyundai Motors   | 9             | 2009, 2011, 2014, 2015, 2017, 2018, 2019, 2020, 2021 |
| Szongnam FC              | 7             | 1993, 1994, 1995, 2001, 2002, 2003, 2006             |
| FC Szöul                 | 6             | 1985, 1990, 2000, 2010, 2012, 2016                   |
| Phohang Steelers         | 5             | 1986, 1988, 1992, 2007, 2013                         |
| Szuvon Samsung Bluewings | 4             | 1998, 1999, 2004, 2008                               |
| Puszan IPark             | 4             | 1984, 1987, 1991, 1997                               |
| Ulszan HD                | 4             | 1996, 2005, 2022, 2023                               |
| Csedzsu United           | 1             | 1989                                                 |
| Hallelujah FC            | 1             | 1983                                                 |